# Melaniparus pallidiventris
El carbonero ventripálido (Melaniparus pallidiventris) es una especie de ave paseriforme de la familia Paridae propia de África sudoriental. 

## Descripción
El carbonero ventripálido mide unos 15 cm de largo. Su cabeza, pecho y cola son negros. También son negras sus alas, aunque con plumas de bordes blancos. El resto de partes superiores son de color gris oscuro. Y las partes inferiores son de color canela rosáceo claro. Tiene los ojos castaños, lo que le diferenica del carbonero ventrirrufo, que los tiene amarillos, además del tono más claro de su vientre.

## Taxonomía
Anteriormente se consideraba conespecífico del más sureño carbonero ventrirrufo (Melaniparus rufiventris), pero en la actualidad se consideran especies separadas. Ambos se clasificaban en el género Parus, pero fue trasladado al género Melaniparus, como otras especies, cuando un análisis genético publicado en 2013 demostró que todas ellas formaban un nuevo clado. Se reconocen dos subespecies:
- M. p. pallidiventris – se encuentra en Tanzania, el sur Malaui y el norte de Mozambique;
- M. p. stenotopicus – ocupa el este de Zimbabue y el oeste de Mozambique.